# Adriano Guerrieri
Adriano Guerrieri (Fucecchio, 4 agosto 1916 – Roma, 12 gennaio 1998) è stato un generale italiano.
Dopo la fine della seconda guerra mondiale ricoprì alti comandi nell'Esercito Italiano, tra i quali comandante del V Corpo d'Armata di Vittorio Veneto e Sottocapo di Stato Maggiore dell'Esercito.

## Biografia
Appena uscito nel 1940 dalla Regia Accademia Militare e dalla Scuola di Applicazione e di Artiglieria e Genio, dove era entrato nel 1936, venne inviato al fronte in Africa Settentrionale. Fatto prigioniero nel 1942 rientrò in Italia nel 1946 e riprese servizio al reggimento di artiglieria della Divisione Folgore.
Dal 1951 al 1954 frequentò la Scuola di Guerra e gli furono assegnati incarichi come Capo Ufficio Operazioni della Divisione Folgore. Ritornò quindi alla Scuola di Guerra come insegnante nel 1958, incarico che ricoprì per 4 anni.
Nel 1962 fu nominato Capo di Stato Maggiore della Divisione Folgore; nel 1965 assunse il comando del 27º Reggimento di Artiglieria. Al termine del comando fu assegnato allo Stato Maggiore Difesa con l'incarico di Capo Ufficio Addestramento.
Nel 1970 comandò la Brigata Missili e nel 1972 la Divisione Mantova.
Ispettore Logistico dello Stato Maggiore Esercito fino al 1975 e quindi Sottocapo di Stato Maggiore dell’Esercito dal 1975 al 1977.
Nel 1977 assunse il Comando del V Corpo d’Armata a Vittorio Veneto, incarico che mantenne fino al suo collocamento in ausiliaria nel 1979.
La sua vecchia uniforme da sera è conservata nella Sala Storica del 27º Reggimento.  La sua sciabola di Ufficiale dell’Esercito è conservata nella bacheca del Comando della Stazione dei Carabinieri di Casal Palocco (Roma) dove morì nel 1998.
È stato sposato con Elda Rosa, professoressa e ha avuto due figli Marco e Maria Barbara.

## Onorificenze
“ Sottocomandante di Batteria, in varie occasioni sotto violento e preciso fuoco di artiglieria nemica, con calma imperturbabile e sprezzo del pericolo consentiva il rapido intervento della batteria suscitando con l’esempio l’ammirazione dei suoi dipendenti. Fronte di Tobruk, 13 aprile – 5 luglio 1941”